# هانری لو فوکونیه
هانری لو فوکونیه (انگلیسی: Henri Le Fauconnier; ۵ ژوئیهٔ ۱۸۸۱ – ۲۵ دسامبر ۱۹۴۶) نقاش، و طراح اهل فرانسه بود.